# Sœurs des pauvres de Sainte Catherine de Sienne
Les sœurs des pauvres de Sainte Catherine de Sienne (en latin : Sorores Pauperum a Sancta Catharina Senensis) est une congrégation religieuse hospitalière et caritative de droit pontifical.

## Historique
Le 15 août 1873, Savina Petrilli (1851-1923) et trois de ses compagnes prononcent leur voœux avec la permission de Mgr Enrico Bindi, archevêque de Sienne qui reconnaît la congrégation de droit diocésain. Initialement vouées à l'éducation des filles, les sœurs des pauvres se propagent rapidement et prennent la direction des hôpitaux psychiatriques de Volterra, Rome et Ceccano, puis étendent leur apostolat aux soins hospitaliers, aux services dans les séminaires et divers organismes de bienfaisance. 
L'institut obtient le décret de louange en 1891, ses constitutions religieuses sont provisoirement approuvées par le Saint-Siège le 5 septembre 1899 et définitivement le 17 juin 1906.

## Activités et diffusion
Les sœurs des pauvres de sainte Catherine de Sienne se dédient aux soins des malades, pour servir dans les séminaires et autres œuvres de charité.
Elles sont présentes en:
- Europe : Italie.
- Amérique : Argentine, Brésil, Équateur, Paraguay.
- Asie : Inde, Philippines.

La maison généralice est à Rome. 
En 2017, la congrégation comptait 491 sœurs dans 76 maisons. 